# KCNV2
KCNV2 (англ. Potassium voltage-gated channel modifier subfamily V member 2) – білок, який кодується однойменним геном, розташованим у людей на короткому плечі 9-ї хромосоми. Довжина поліпептидного ланцюга білка становить 545 амінокислот, а молекулярна маса — 62 459.
| 10         |  | 20         |  | 30         |  | 40         |  | 50         |
| ---------- |  | ---------- |  | ---------- |  | ---------- |  | ---------- |
| MLKQSERRRS |  | WSYRPWNTTE |  | NEGSQHRRSI |  | CSLGARSGSQ |  | ASIHGWTEGN |
| YNYYIEEDED |  | GEEEDQWKDD |  | LAEEDQQAGE |  | VTTAKPEGPS |  | DPPALLSTLN |
| VNVGGHSYQL |  | DYCELAGFPK |  | TRLGRLATST |  | SRSRQLSLCD |  | DYEEQTDEYF |
| FDRDPAVFQL |  | VYNFYLSGVL |  | LVLDGLCPRR |  | FLEELGYWGV |  | RLKYTPRCCR |
| ICFEERRDEL |  | SERLKIQHEL |  | RAQAQVEEAE |  | ELFRDMRFYG |  | PQRRRLWNLM |
| EKPFSSVAAK |  | AIGVASSTFV |  | LVSVVALALN |  | TVEEMQQHSG |  | QGEGGPDLRP |
| ILEHVEMLCM |  | GFFTLEYLLR |  | LASTPDLRRF |  | ARSALNLVDL |  | VAILPLYLQL |
| LLECFTGEGH |  | QRGQTVGSVG |  | KVGQVLRVMR |  | LMRIFRILKL |  | ARHSTGLRAF |
| GFTLRQCYQQ |  | VGCLLLFIAM |  | GIFTFSAAVY |  | SVEHDVPSTN |  | FTTIPHSWWW |
| AAVSISTVGY |  | GDMYPETHLG |  | RFFAFLCIAF |  | GIILNGMPIS |  | ILYNKFSDYY |
| SKLKAYEYTT |  | IRRERGEVNF |  | MQRARKKIAE |  | CLLGSNPQLT |  | PRQEN      |

A: Аланін

C: Цистеїн

D: Аспарагінова кислота

E: Глутамінова кислота

F: Фенілаланін

G: Гліцин

H: Гістидин

I: Ізолейцин

K: Лізин

L: Лейцин

M: Метіонін

N: Аспарагін

P: Пролін

Q: Глутамін

R: Аргінін

S: Серин

T: Треонін

V: Валін

W: Триптофан

Кодований геном білок за функціями належить до іонних каналів, потенціалзалежних каналів. 
Задіяний у таких біологічних процесах, як транспорт іонів, транспорт, транспорт калію. 
Білок має сайт для зв'язування з калію. 
Локалізований у клітинній мембрані, мембрані.